# クミン
クミン（英語: cumin; 学名: Cuminum cyminum）は、セリ科の一年生草本である。中東から東はインドまで広がる地域に自生する。種子（クミン・シード）に強い芳香とほろ苦み、辛みがあり、香辛料として用いられる。一般には種子と呼ばれているが、植物学上は果実である。クミンは伝統医学において役に立つと考えられているものの、医薬品として安全または有効性があるとする質の高いエビデンスは存在しない。
リンネの『植物の種』(1753年) で記載された植物の一つである。

## 名称
別名はウマゼリ（馬芹）。
フランス語キュマン (cumin)、オランダ語コメイン（komijn）などはいずれも古代ギリシア語のキュミノン(κύμινον)にさかのぼり、これはまたセム語（例えばヘブライ語: כמון kammōn）からの借用とされる。
ペルシア語ズィーレ(زیره)、ヒンディー語ジーラー(जीरा)、漢名の孜然（zīrán）などはみな同系の語である。

## 特徴
地中海沿岸東部原産の一年生または二年生の草本で、高さは20-40センチメートル程度。株全体に毛はなく、葉柄は長さ1センチメートル程度と短く、針形の鞘がある。葉は細長い針型で、2回羽状に全裂する。花は傘形花で直径2-3センチメートル。花弁はピンクまたは白色、長楕円形で、先端がわずかに欠ける。種子は長楕円形で両端が狭く、長さ6 ミリメートル、幅1.5ミリメートル程度、全体が白い剛毛に被われている。花期は4月ごろで、5月ごろに種子ができる。
温暖湿潤な気候と水はけの良い肥沃な土壌を好む。暑さや乾燥を嫌うため、多くの地域では冬の作物として栽培される。最大の輸出国はイランだが、インドからヨーロッパにかけて広い地域で栽培されている。同じ種でも栽培される条件によって香りや形質に違いがある。

## 歴史
最も古くから栽培されているスパイスの一つと言われ、紀元前16世紀の古代エジプトの医学書「エーベルス・パピルス」にも記載されているほか、古王国時代の墓所からは副葬品として発見されている。古代ギリシアや古代ローマでは薬用や美容、食卓に備え付ける薬味として用いられていた。新約聖書の時代にはパリサイ人はクミンで十分の一税を物納していた。
中世ヨーロッパでも料理や薬用として用いられたが、家禽類の逃亡を防ぐ、恋人の心変わりを防ぐためにライスシャワーにクミンを混ぜる、事前に匂いをかぐと妊娠しやすくなるなど、迷信やまじないと関わりがあった。

## 利用

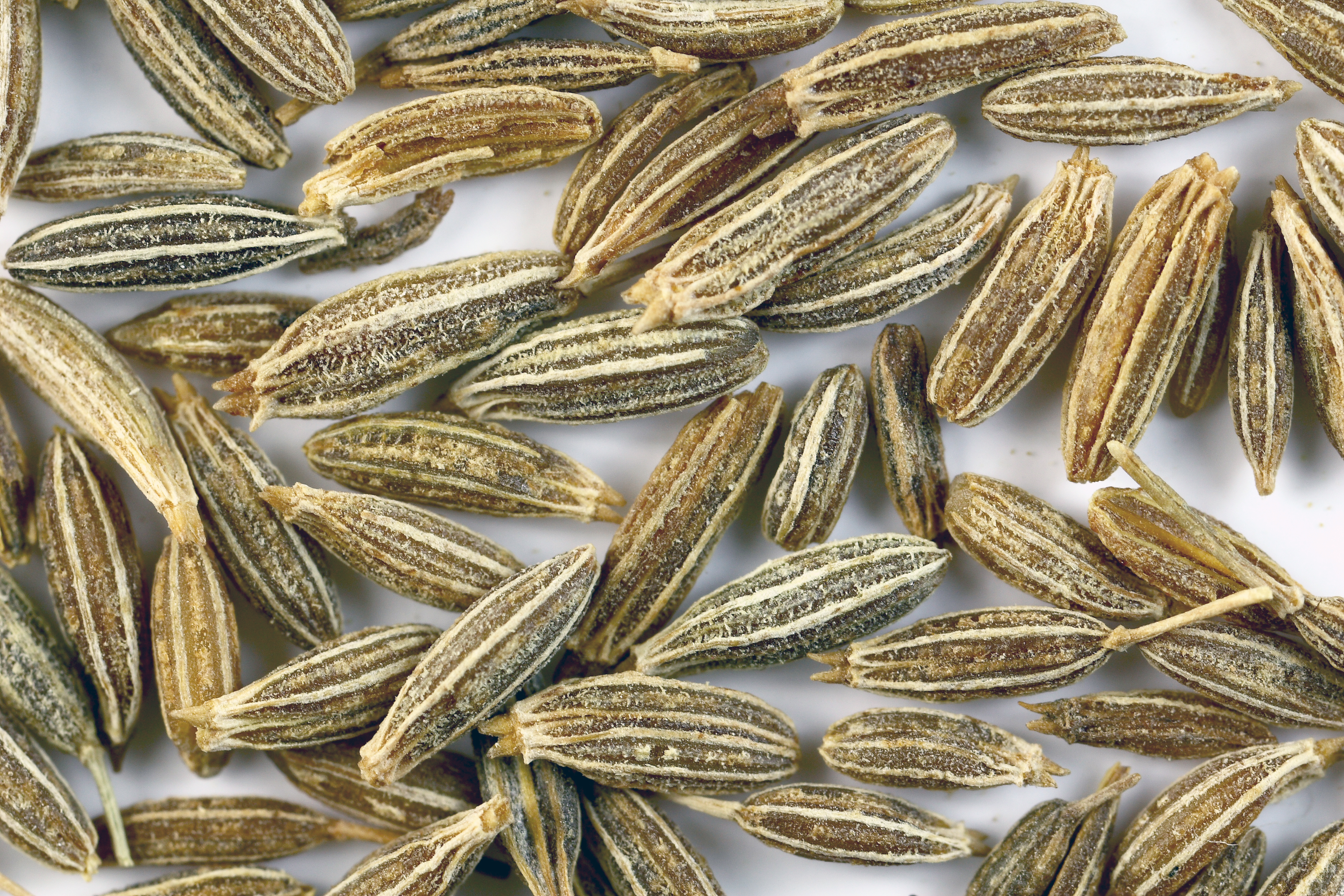
クミン・シード

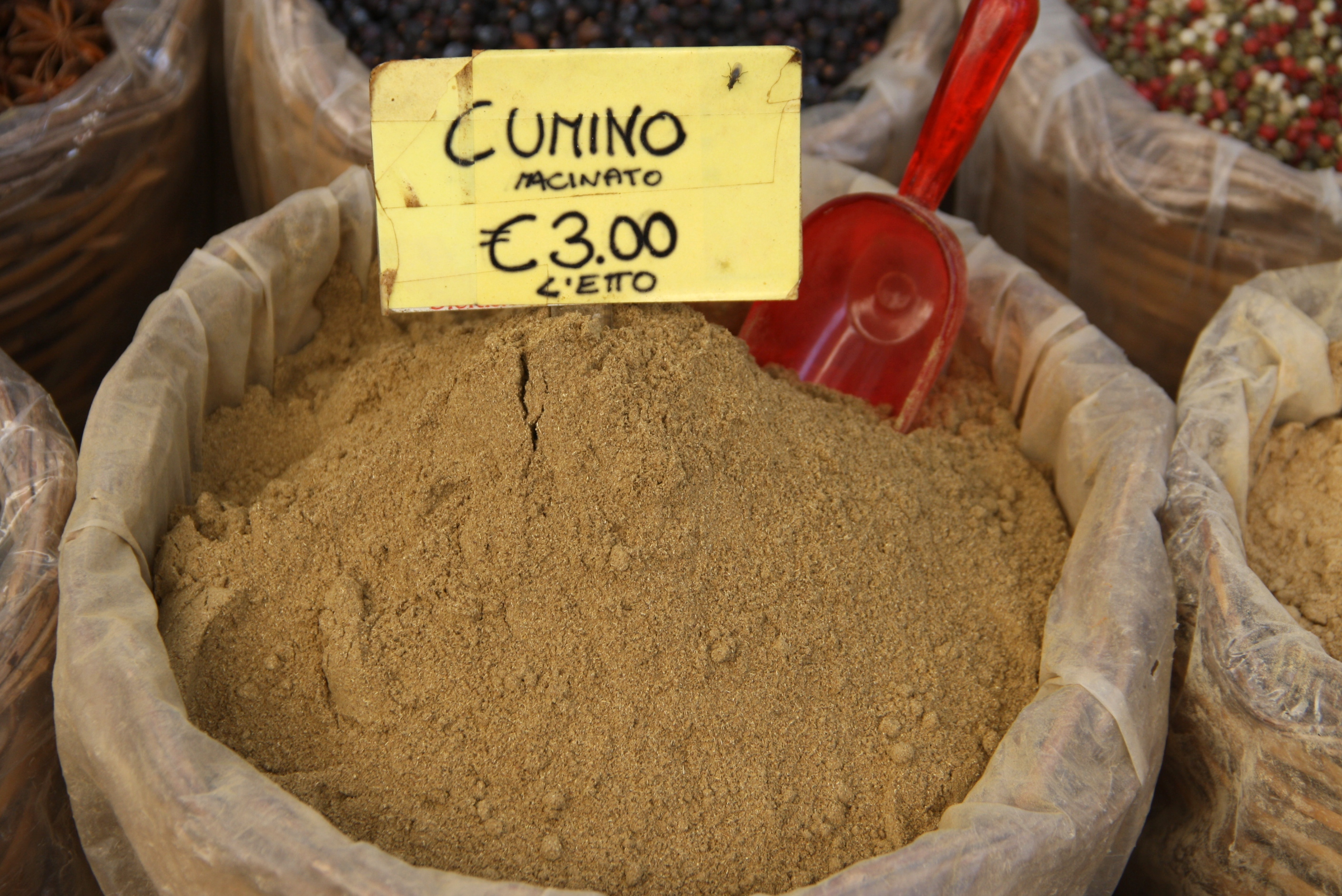
粉末に挽いたクミン（シラクサの市場）

種子のクミン・シードは、地中海地域、中東、中央アジア、南アジアの料理に香辛料としてよく用いられる。パン、ピクルス、ソーセージ、ミートローフなどでの利用が多く、チーズ、にんじんとも合わせて使われることが多い。カレー粉に配合されており、カレーに特有の香りとわずかな爽やかさを与える。なお辛味は少ない。香りの主成分はクミンアルデヒドである。
トルコ料理、ウイグル料理、ポーランド料理、レバノン料理、モロッコ料理、スペイン料理でも非常によく用いられる。インド料理には必須のスパイスのひとつで、様々な料理を作る際に、始めに油に香りをつけるためにクミン・シードを油で熱する。ガラムマサラやチャツネを作る際にもよく使われる。単独で使うと薬臭く感じられることもあるため、他の香辛料と併用される場合が多い。メキシコ料理、テクス・メクス料理ではチリコンカーンなどに用いられるチリパウダーに配合される。オランダのライデンにはライツェ・カース（Leidse kaas）と呼ばれる、クミンを練りこんで風味を付けたチーズがある。その他、各国でスープ、パン、ケーキ、ピクルス、ソーセージなどにも用いられる。
クミン・シードは同じセリ科の香辛料であるキャラウェイシードやフェンネル（小茴香）と外観が似るので混同しやすい。

## 薬効に関する伝承や研究
薬用としてはインド、ヨーロッパでは健胃薬や駆風薬、利尿剤となると言われている。
含有される4-イソプロピルベンズアルデヒド (IPBA) は、腸管出血性大腸菌 (O-157) などが産生するベロ毒素の産生を抑制するとする報告がある。

## アレルギー
摂食によるI型アレルギーの症例が報告されている。